# Samuel Montagu, 1. Baron Swaythling

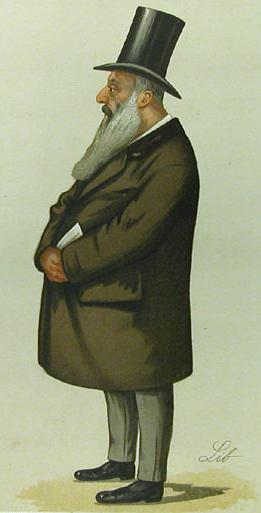
Montagu Samuel, Karikatur in der Vanity Fair, 1886

Samuel Montagu, 1. Baron Swaythling (eigentlich Montagu Samuel-Montagu, 1. Baron Swaythling, geboren 21. Dezember 1832 in Liverpool; gestorben 12. Januar 1911) war ein britischer Bankier und Politiker.

## Leben
Er wurde 1832 als Moses Samuel in Liverpool geboren und war der zweite Sohn des Uhrmachers Louis Samuel (1794–1859) und seiner Frau Henrietta Israel († 1860). Später änderte er seinen Vornamen zu Montagu und 1894 ergänzte er mit Royal Licence seinen Familiennamen zu Samuel-Montagu.
Er gründete 1853 in London die Bank Samuel Montagu & Co. und kam dadurch zu einem Vermögen. Von 1885 bis 1900 war er Mitglied des House of Commons für den Wahlbezirk Whitechapel im London Borough of Tower Hamlets. Er gehörte der Liberal Party an.
Als orthodox lebender Jude war er einer der Führer der britischen Juden zu seiner Zeit. Er kümmerte sich stark um die religiöse und soziale Lage der jüdischen Einwanderer im Vereinigten Königreich, insbesondere in seinem Wahlbezirk. Montagu förderte die Chowewe Zion, unter anderem 1893 durch eine Petition an Sultan Abdülhamid II., jüdische Ansiedlungen in Transjordanien zu erlauben (gemeinsam mit Simeon Singer). Theodor Herzls Bestrebungen gegenüber blieb er reserviert und ließ sich nicht für den Zionismus gewinnen.
1894 wurde er als Baronet, of South Stoneham House in the County of Hants and of Kensington Palace Gardens in the County of London, geadelt. 1907 folgte die Erhebung zum Peer als Baron Swaythling, of Swaythling in the County of Southampton, wodurch er Mitglied des House of Lords wurde.
Montague hatte 1862 Ellen Cohen (1843–1919) geheiratet und hatte mit ihr sechs Töchter und vier Söhne. Er starb 1911. Seine Titel gingen auf seinen ältesten Sohn Louis über. Der liberale Politiker Herbert Samuel, 1. Viscount Samuel, war sein Neffe.